# ويليام روبسون
ويليام روبسون (22 مارس 1946 في المملكة المتحدة - ) (بالإنجليزية: William Robson)‏ هو لاعب كريكت بريطاني. لعب مع Northumberland County Cricket Club ‏.

## وصلات خارجية
- ويليام روبسون على موقع إي آس بي آن كريك إنفو (الإنجليزية)